# منتخب فلسطين الانتدابية لكرة القدم
منتخب فلسطين الانتدابية لكرة القدم (بالإنجليزية: Mandatory Palestine national football team)‏ (بالعبرية: נבחרת ארץ ישראל בכדורגל)، هو منتخب أسسته الحركة الصهيونية في فلسطين لكرة القدم وحمل اسما آخر هو أرض إسرائيل والذي أقره الاستعمار الإنجليزي في أرض فلسطين، وقد أسس المنتخب عام 1928 بمبادرة من منظمة مكابي الرياضية الصهيونية التي تقدمت بطلب عضوية فلسطين الانتدابية في الاتحاد الدولي لكرة القدم، وقد تكونت غالبية لاعبي المنتخب من المستوطنين اليهود والجنود البريطانيين القادمين من تسع نواد يهودية ونادي الشرطة البريطانية الذين لعبوا في الدوري الأول، في حين اقتصرت مشاركة الفرق العربية على الدوري الثاني، وفي عام 1934 انسحبت الفرق الفلسطينية من اتحاد الكرة لأسباب سياسية، وأسسوا رابطة كروية خاصة بهم في العام التالي. وقد لعب هذا المنتخب في تصفيات كأس العالم بإيطاليا. تحول المنتخب الانتدابي الفلسطيني عام 1948م إلى منتخب إسرائيل لكرة القدم.

## انظر أيضًا

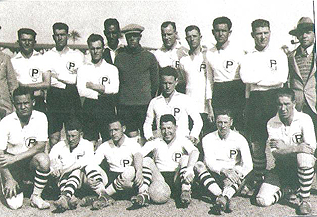
منتخب الإنتداب البريطاني في العاصمة المصرية القاهرة.

## المرجع
1. ↑  Mendel، Yoni (1 مايو 2015). "The Palestinian soccer league: A microcosm of a national struggle". +972. مؤرشف من الأصل في 2021-10-08.